# Xiloză
Xiloza este o monozaharidă de tip aldoză (mai exact o aldopentoză) și are formula moleculară C5H10O5. Compusul prezintă doi stereoizomeri: D-xiloza și L-xiloza. 
Forma de D-xiloză este cea mai răspândită în natură, fiind întâlnită în gumele vegetale și sub formă de xilani, component al hemicelulozei. Denumirea sa provine din limba greacă, unde ξύλον, xylon, înseamnă „lemn”, și face referire la faptul că pentoza a fost izolată pentru prima dată din lemn.

## Proprietăți
Mai jos sunt prezentate formele ciclice posibile ale D-xilozei (două forme furanozice și două forme piranozice):
| D-xiloza         | D-xiloza         |
| ---------------- | ---------------- |
| α-D-xilofuranoză | β-D-xilofuranoză |
| α-D-xilopiranoză | β-D-xilopiranoză |

## Roluri
Degradarea catalitică în prezență de acizi a hemicelulozei duce la formarea de furfural, un compus important în sinteza chimică a polimerilor.
Reducerea xilozei prin hidrogenare catalitică duce la formarea de xilitol, un îndulcitor folosit ca un înlocuitor al zahărului.